# 4123 Тарсіла
4123 Тарсіла (4123 Tarsila) — астероїд головного поясу, відкритий 27 серпня 1986 року.
Тіссеранів параметр щодо Юпітера — 3,308.
Названо на честь Тарсіли ду Амарал (порт. Tarsila do Amaral, 1886-1973) — бразильської художниці, однієї із головних фігур бразильського модернізму.